# Arrondissement de Filehne

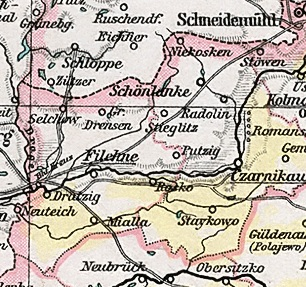
L'arrondissement de Filehne de 1887 à 1920

L'arrondissement de Filehne est un arrondissement prussien du district de Bromberg de la province de Posnanie de 1887 à 1920. La zone de l'arrondissement s'étend des deux côtés du Netze inférieur et fait maintenant partie de la voïvodie polonaise de Grande-Pologne.

## Histoire

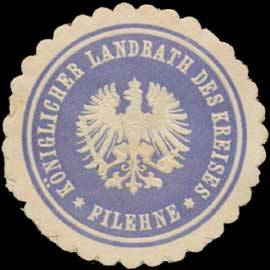
Marque de sceau "Administrateur royal de l'arrondissement de Filehne"

Le 1er octobre 1887, dans le cadre d'une réforme majeure des arrondissements de la province de Posnanie, le nouveau arrondissement de Filehne est formé à partir de la partie ouest de l'arrondissement de Czarnikau. Le siège du nouveau arrondissement est à Filehne.
À la suite du traité de Versailles, l'arrondissement est dissous et divisé le 10 janvier 1920. La région au sud de la Netze est rattaché à la Pologne sous le nom de Powiat de Wieleń. La zone au nord du Netze est restée dans l'Empire allemand et devient une partie de l'arrondissement de la Netze (de) dans la province de Posnanie-Prusse-Occidentale.

## Évolution de la démographie
| Année | Habitants | Source |
| ----- | --------- | ------ |
| 1890  | 32 519    | [ 1 ]  |
| 1900  | 32 322    | [ 1 ]  |
| 1910  | 33 653    | [ 1 ]  |

## Politique

### Administrateurs de l'arrondissement
1887–1899 00 Johann Kaspar von Boddien (de)
1899-1902 00 Walter Buresch (de)
1902-1915 00 Wolfgang von Kries (de)
1915 0000000 Georg Rauschning (de)
1915 0000000 Riebel
1916–1919 00 Friedrich von Bülow
1919 0000000 Udo de Roberti-Jessen (de)

### Élections
Dans l'Empire allemand, l'arrondissement de Filehne, avec les arrondissements de Czarnikau et Colmar-en-Posnanie (de) forment, dans les frontières de 1871, la 1re circonscription électorale du district de Bromberg. La circonscription est toujours gagnée par les conservateurs, à une exception près :
- 1890 00 Axel von Colmar, Parti conservateur allemand
- 1893 00 Axel von Colmar, Parti conservateur allemand
- 1898 00 Albert Ernst (de), Union radicale
- 1903 00 Max Zindler (de), Parti conservateur allemand
- 1907 00 Max Zindler, Parti conservateur allemand
- 1912 00 Emil Ritter (de), Parti conservateur allemand

## Villes et communes
Avant la Première Guerre mondiale, l'arrondissement de Filehne comprend les villes et communes suivantes :
- Altsorge
- Ascherbude
- Biala
- Bronitz
- Dragefeld
- Dratzig
- Ehrbardorf
- Eichberg
- Filehne, ville
- Fissahn
- Follstein
- Glashütte
- Gornitz
- Groß Drensen
- Groß Kotten
- Groß Lubs
- Grünfier
- Gulcz
- Hansfelde
- Ivenbusch
- Jägersburg
- Kaminchen
- Kienwerder
- Klein Drensen
- Klein Lubs
- Kottenhammer
- Ludwigsdorf
- Lukatz-Kreutz
- Marianowo
- Marienbusch
- Mariendorf
- Mensik
- Miala
- Minettenruh
- Mischke
- Neuhöfen
- Neusorge
- Neuteich
- Penskowo
- Prossekel
- Putzig
- Rosko
- Schneidemühlchen
- Selchow
- Selchowhammer
- Wreschin

La commune de Prossekel est rebaptisée Wiesental en 1905. L'arrondissement comprend également de nombreux districts de domaine.

## Personnalités liées à l'arrondissement
- Friedrich Wilhelm Kritzinger (1890-1947), homme politique né à Grünfier